# Баэльден, Моник
Мони́к Баэльде́н (в девичестве — Горски, фр. Monique Baelden-Gorski; 10 апреля 1938) — французская гимнастка, участница летних Олимпийских игр 1964 года.

## Спортивная биография
В 1964 году Моник Баэльден приняла участие в летних Олимпийских играх. На соревнованиях в Токио французская гимнастка выступила во всех дисциплинах программы, но ни в одном из упражнений не смогла пробиться в финал. Лучшим результатом на отдельных снарядах для Моник стало 44-е место в упражнении на бревне. В индивидуальном многоборье Баэльден, набрав 72,964 балла, заняла только 49-е место.